# Cmentarz żydowski w Kaliszu Pomorskim
Cmentarz żydowski w Kaliszu Pomorskim – kirkut powstały ok. 1817. Znajdował się pomiędzy Dramburger Straße (obecnie ul. Drawska) a Koppelberg Straße (obecnie ul. Grunwaldzka). Najstarsza macewa pochodziła z 1834 roku. Zmarłych zaczęto chować w 1819. W 1861 stara i nowa część kirkutu zostały ogrodzona. W 1965 usunięto z terenu dawnej nekropolii wszystkie nagrobki. Obecnie nie ma żadnych śladów istnienia w tym miejscu nekropolii.